# Horsfields goudrugspecht
Horsfields goudrugspecht (Chrysocolaptes strictus) is soort specht uit het geslacht  Chrysocolaptes. De naam verwijst naar de Amerikaanse natuuronderzoeker Thomas Horsfield die deze vogel in 1821 voor het eerst geldig heeft beschreven. De soort is sinds 2011 afgesplitst van de sultanspecht (Chrysocolaptes lucidus sensu stricto).

## Verspreiding en leefgebied
Het is een endemische vogelsoort van het oosten van het eiland Java en van Bali.
De soort telt twee ondersoorten:
- C. s. strictus: de kust van oostelijk Java en Bali.
- C. s. kangeanensis: Kangean (noordelijk van Bali).

## Status
De grootte van de populatie wordt geschat op 2500-10.000 volwassen vogels. Op de Rode lijst van de IUCN heeft deze soort de status kwetsbaar.